# 프로테스탄트 신학대학교
프로테스탄트 신학대학교(Protestant Theological University,  PThU)는 네덜란드 캄펀시에 있는 신학대학교이다. 프로테스탄트 신학대학교는 목회자 교육을 위한 첫 번째 양성소이다. 칼빈주의 신학에 충실한 학교이다.